# Bang Bros
Bang Bros è una rete di 30 siti internet a carattere pornografico, 18 dei quali attivi, 12 non più aggiornati, fondata nel 2000 con sede a Miami, benché alcuni filmati vengano realizzati a Los Angeles. I più vecchi fra i siti web ancora attivi sono AssParade, BangBus, BigMouthfuls, BigTitsRoundAsses, MonstersofCock e TugJobs. Bang Bros è particolarmente celebre per lo stile di riprese "gonzo" e dal 2017 è di proprietà del gruppo WCGZ S.R.O, titolare anche di Xvideos.com.
Nel 2007, Bang Bros ha generato entrate per un totale di circa 1.9 milioni di dollari. Dal 2008, comunque, le visite giornaliere ai suoi siti sono diminuite, secondo i rilevamenti di Alexa.

## Riconoscimenti
AVN Awards
- 2006 - Best Amateur Release per Bangbus 6[5]
- 2008 - Best Gonzo Series per Bang Bus[6]
- 2010 - Best Adult Website[7]

XBIZ Awards
- 2011 - Studio Affiliate Program of the Year[8]
- 2012 - Amateur Release of the Year[9]